# 假如…奧創贏了？
〈假如…奧創贏了？〉（英語：What If... Ultron Won?）是美國超級英雄類型的迷你網路動畫影集《無限可能：假如…？》第一季的第八集，改編自漫威的同名漫畫。本集为漫威電影宇宙的系列作品之一，與漫威電影宇宙系列電影處於同一架空世界和共同世界。本集故事發生於2015年電影《復仇者聯盟2：奧創紀元》的平行時間線中，奧創成功佔據幻視的汎合金身體。本集由馬修·昌西（Matthew Chauncey）編劇，布萊恩·安德魯執導。
傑佛瑞·懷特為觀察者配音，以該角色的身份負責影集旁白。主要配音演員包括傑瑞米·雷納、蕾克·貝爾、陶比·瓊斯、羅斯·馬奎德、喬許·基頓、米克·温格特和亞歷山德拉·丹尼爾斯。斯蒂芬·弗蘭克擔當動畫師。
〈假如…奧創贏了？〉於2021年9月29日在Disney+首播。

## 劇情
觀察者找出了這位身穿奧創裝甲並擁有六顆無限寶石的幻視的身份：原來由東尼·史塔克和布魯斯·班納共同製造出來的機械人奧創成功佔據了幻視的汎合金身體，獲得心靈寶石並擊敗了復仇者聯盟，先後殺死索爾、班納、史提芬·羅傑斯和東尼，並釋放了地球上的所有核武器，在全世界引發核浩劫。薩諾斯手持着尚未有心靈寶石的無限手套來到地球，立即被奧創切成兩半。奧創從他的無限手套上取下其餘的五顆寶石，集齊了六顆無限寶石。奧創率領機器人軍隊消滅包括阿斯嘉、至高族、薩卡星和伊果等星球在內的整個宇宙中的生命；卡蘿·丹佛斯因不敵奧創而身亡，克林特·巴頓和娜塔莎·羅曼諾夫成為倖存者。巴頓和娜塔莎在俄羅斯克格勃的檔案室找到了阿尼姆·索拉的意識存儲地點。他們希望將索拉的意識上載至奧創的程序之中，進而摧毀它。巴頓犧牲自己阻擋住追趕而來的機器人軍隊，娜塔莎帶著儲存有索拉意識的機器人逃走。奧創此時感應到觀察者和多元宇宙的存在，它穿過多個宇宙持續攻擊觀察者。由於奧創已經離開了自己的宇宙，娜塔莎未能完成既定的計劃。觀察者不敵奧創，趁機逃走並向至尊奇異博士尋求幫助。

## 製作

### 開發
2018年9月，漫威影業宣佈為迪士尼旗下在線流媒體平台Disney+開發數個限定影集。2019年3月，漫威確認製作一部基於漫畫《假如…？》改編的動畫影集。凱文·費吉將擔當這部獨立單元劇的製片人，影集講述如果系列電影中的關鍵時刻出現不同於影片中情況時會發生什麼，例如洛基能夠舉起索爾的雷霆戰鎚。曾在電影中出演主要角色的多位演員有望為動畫配音。2019年4月，迪士尼和漫威正式宣佈製作影集。導演布萊恩·安德魯於2018年與漫威影業的執行製片人布拉德·溫德鮑姆會面。2019年8月，A·C·布拉德利確定擔當首席編劇，布萊恩·安德魯確定擔當影集導演。影集的執行製片人包括布拉德·溫德鮑姆、凱文·費吉、路易斯·德·埃斯波西托（Louis D'Esposito）、維多莉亞·阿隆索、布萊恩·安德魯和A·C·布拉德利，凱莉·瓦聖納（Carrie Wassenaar）擔當製片人:2。本集標題為〈假如…奧創贏了？〉（What If... Ultron Won?），由布萊恩·安德魯執導，馬修·昌西（Matthew Chauncey）編劇。本集故事發生於2015年電影《復仇者聯盟2：奧創紀元》的平行時間線中，奧創成功佔據幻視的汎合金身體。

### 劇本
本集延續上集〈假如…雷神托爾是個獨生子？〉的結尾故事，奧創佔據幻視的身體，率領一支機器人軍隊出現於地球。

### 選角
傑佛瑞·懷特為觀察者配音，以該角色的身份負責影集旁白。漫威繼續啟用曾在電影中出演主要角色的多名演員為動畫配音。傑瑞米·雷納聲演克林特·巴頓／鷹眼。蕾克·貝爾聲演娜塔莎·羅曼諾夫／黑寡婦。陶比·瓊斯聲演阿尼姆·索拉。羅斯·馬奎德聲演奧創。喬許·基頓聲演史提芬·羅傑斯／美國隊長。米克·温格特聲演東尼·史塔克／鋼鐵人。亞歷山德拉·丹尼爾斯聲演卡蘿·丹佛斯／驚奇隊長。班奈狄克·康柏拜區聲演至尊奇異博士。

### 動畫
斯蒂芬·弗蘭克擔當動畫師。動畫中的人物造型基於電影中演員形象通過卡通渲染完成。儘管整部影集具有統一的動畫藝術風格，但是每集的調色等後期處理略有不同:4。

## 音樂
蘿拉·卡普曼為本集作曲，於2021年10月1日由漫威音樂和好萊塢唱片聯合發行。
| 〈假如…奧創贏了？〉音樂原聲帶 | 〈假如…奧創贏了？〉音樂原聲帶 | 〈假如…奧創贏了？〉音樂原聲帶 |
| 曲序                          | 曲目                          | 时长                          |
| ----------------------------- | ----------------------------- | ----------------------------- |
| 1.                            |                               | 2:19                          |
| 2.                            |                               | 0:58                          |
| 3.                            |                               | 0:54                          |
| 4.                            |                               | 2:17                          |
| 5.                            |                               | 1:06                          |
| 6.                            |                               | 4:31                          |
| 7.                            |                               | 2:00                          |
| 8.                            |                               | 1:55                          |
| 9.                            |                               | 1:18                          |
| 10.                           |                               | 1:13                          |
| 11.                           |                               | 1:22                          |
| 12.                           |                               | 1:21                          |
| 总时长：                      | 总时长：                      | 21:14                         |

## 發行
〈假如…奧創贏了？〉於2021年9月29日在Disney+首播。

## 備註
1. ↑  奧創成功佔據幻視身體的一刻產生分岐點事件，分裂出一條全新的分支時間線，衍生出本集中不同於2015年電影《復仇者聯盟2：奧創紀元》的後續故事。
2. ↑  參見2014年電影《美國隊長2：酷寒戰士》。
3. ↑  參見第一季第四集〈
〉。

## 資料來源
1. ↑  Kroll, Justin. . Variety. 2018-09-18  [2018-09-18]. （原始内容存档于2018-09-19） （美国英语）.
2. 1 2  Sciretta, Peter. . /Film. 2019-03-12  [2019-03-20]. （原始内容存档于2019-03-20） （美国英语）.
3. ↑  Dinh, Christine. . Marvel.com. 2019-04-12  [2021-07-29]. （原始内容存档于2019-04-12） （美国英语）.
4. ↑  Ashaari, Alleef. . Kakuchopurei. 2021-08-02  [2021-08-02]. （原始内容存档于2021-08-02） （美国英语）.
5. ↑  Radulovic, Petrana. . Polygon. 2019-08-24  [2019-08-24]. （原始内容存档于2019-08-24） （美国英语）.
6. 1 2   (PDF). Disney Media and Entertainment Distribution. 2021-07-30  [2021-08-01]. （原始内容存档 (PDF)于2021-08-01） （美国英语）.
7. ↑  Bucksbaum, Sydney. . Entertainment Weekly. 2021-09-28  [2021-09-28]. （原始内容存档于2021-09-28） （美国英语）.
8. ↑  Chauncey, Matthew. . . 第1季. 第8集. 2021-09-29  [2021-10-06]. Disney+. （原始内容存档于2023-02-01） （美国英语）.片尾演職員表於25:55開始。
9. 1 2  . The Futon Critic.   [2021-10-06]. （原始内容存档于2021-10-06） （美国英语）.
10. ↑  Elvy, Craig. . Screen Rant. 2021-09-22  [2021-09-22]. （原始内容存档于2021-09-23） （美国英语）.
11. ↑  Arrant, Chris. . Newsarama. 2020-04-15  [2020-04-17]. （原始内容存档于2020-04-17） （美国英语）.
12. ↑  Jones, Marcus. . Entertainment Weekly. 2019-08-23  [2019-08-24]. （原始内容存档于2019-08-24） （美国英语）.
13. ↑  Salazar, Andrew J. . Discussing Film. 2019-09-06  [2019-09-27]. （原始内容存档于2019-09-22） （美国英语）.
14. ↑  . Soundtrack.Net. 2021-08-13  [2021-08-15]. （原始内容存档于2021-08-14） （美国英语）.
15. 1 2  . Film Music Reporter. 2021-09-30  [2021-09-30]. （原始内容存档于2021-09-30） （美国英语）.

## 外部連結
- 互联网电影数据库上假如…奧創贏了？的资料（英文）